# Jacqueline Marbaux
Jacqueline Marbaux née Jacqueline Marchois le 8 janvier 1917 dans le 17e arrondissement de Paris  et morte le 1er juillet 1999 à Eaubonne (Val-d'Oise), est une actrice française.

## Filmographie
- 1937 : Chipée de Roger Goupillières
- 1941 : Chèque au porteur de Jean Boyer
- 1942 : Le Prince charmant de Jean Boyer
- 1942 : Fièvres de Jean Delannoy
- 1943 : Les Anges du péché de Robert Bresson : une religieuse
- 1943 : Bonsoir mesdames, bonsoir messieurs de Roland Tual : Simone
- 1947 : L'Aigle à deux têtes de Jean Cocteau : une invitée
- 1947 : Erreur judiciaire de Maurice de Canonge
- 1948 : Impasse des Deux-Anges de Maurice Tourneur : Catherine
- 1948 : Le Secret de Monte-Cristo d'Albert Valentin : Jeanne Halu
- 1949 : Mademoiselle de La Ferté de Roger Dallier : Sabine
- 1951 : Casque d'Or de Jacques Becker
- 1952 : L'Appel du destin de Georges Lacombe
- 1953 : Leur dernière nuit de Georges Lacombe
- 1954 : Vêtir ceux qui sont nus de Marcello Pagliero
- 1954 : La Belle Otero de Richard Pottier
- 1954 : Les Fruits de l'été de Raymond Bernard
- 1955 : Napoléon de Sacha Guitry
- 1955 : Chantage de Guy Lefranc : Solange
- 1955 : Le Dossier noir d'André Cayatte
- 1955 : Les Grandes Manœuvres de René Clair : Mme Mathilde
- 1955 : Le Secret de sœur Angèle de Léo Joannon : la servante
- 1956 : Ce soir les jupons volent de Dimitri Kirsanov
- 1956 : Les Collégiennes d'André Hunebelle
- 1956 : L'Homme aux clés d'or de Léo Joannon : Mme Delmar
- 1956 : L'Homme et l'enfant de Raoul André
- 1956 : Mademoiselle et son gang de Jean Boyer : la respectueuse
- 1957 : Le Désert de Pigalle  de Léo Joannon : Lucette
- 1958 : Secret professionnel de Raoul André
- 1959 : La Belle et l'Empereur d'Axel von Ambesser : la princesse Metternich
- 1959 : La Bête à l'affût de Pierre Chenal : Mme Dumas
- 1959 : Katia de Robert Siodmak : Mlle Trépeau
- 1959 : Les Lionceaux de Jacques Bourdon : la marraine
- 1959 : Monsieur Suzuki de Robert Vernay
- 1963 : Du grabuge chez les veuves de Jacques Poitrenaud
- 1964 : Les Pieds Nickelés de Jean-Claude Chambon

## Théâtre
- 1946 : La Route des Indes de Jacques Deval d'après Ronald Harwood, Théâtre des Ambassadeurs
- 1952 : Le Médecin malgré elle de Marie-Louise Villiers, mise en scène Robert Murzeau, Théâtre des Célestins
- 1954 : Le Marchand de Venise de William Shakespeare, mise en scène Grégory Chmara, Poche Montparnasse